# Pirata cereipes
Pirata cereipes är en spindelart som först beskrevs av Ludwig Carl Christian Koch 1878.  Pirata cereipes ingår i släktet Pirata och familjen vargspindlar. Inga underarter finns listade i Catalogue of Life.